# DoudouLinux
 (septembre 2023).
DoudouLinux (prononcer : du.du.li.nyks) est une distribution Linux dérivée officielle de Debian disponible en quarante-quatre langues.
Elle est destinée aux enfants de 2 ans et plus. Elle contient environ 75 applications : des jeux éducatifs, des activités d'expression artistique (dessin, musique, films d'animation, comics), d'autres pour les études (dictionnaire, calculatrice…), la découverte de l'ordinateur et des jeux ludiques.
Le développement de DoudouLinux est dirigé par une communauté de bénévoles de différentes nationalités réunis autour du fondateur du projet, Jean-Michel Philippe. Elle publie son code sous licence GNU GPL et met à disposition le logiciel gratuitement. La communauté de DoudouLinux cherche à simplifier l'utilisation de l'ordinateur pour tous les enfants du monde.

## Le nom
« Doudou » (prononcer du.du) est le mot français désignant le petit ours en peluche ou le tissu que les enfants portent toujours avec eux et serrent dans leurs bras avant de dormir. 
En Chine, le mot 豆豆 (ou 逗逗, dòu dòu ou do do) a la même signification et se prononce également de la même manière.

## Caractéristiques

### Environnement adapté aux enfants

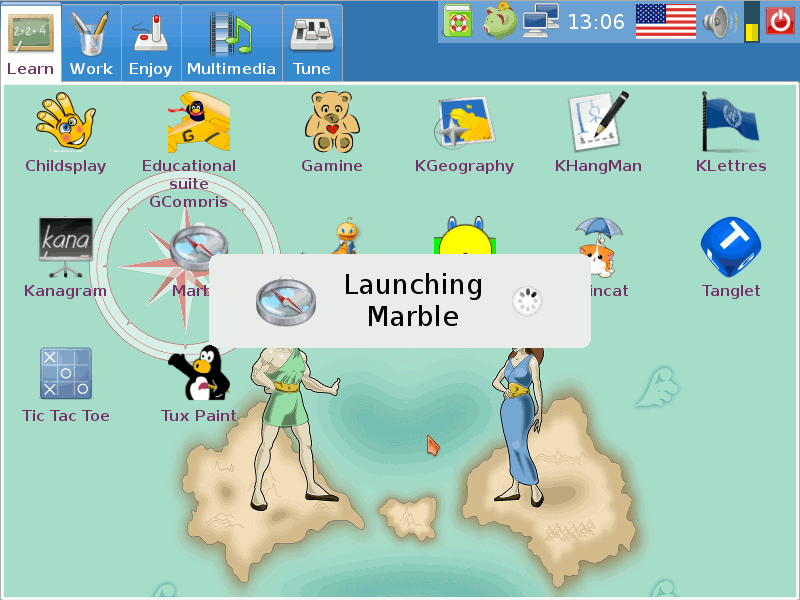

Le projet DoudouLinux considère que les environnements informatiques grand public actuellement disponibles ne sont pas adaptés aux enfants. Ils offrent des fonctionnalités trop nombreuses et nécessitent trop de connaissances techniques que les enfants n'ont pas.
Pour ces raisons, DoudouLinux a construit un environnement spécifique pour les enfants.
Grâce à cela les enfants sont capables d'utiliser DoudouLinux à l'âge préscolaire, dès 2 ans, et de devenir rapidement autonomes.

### Adaptabilité: les activités évoluent avec l'enfant

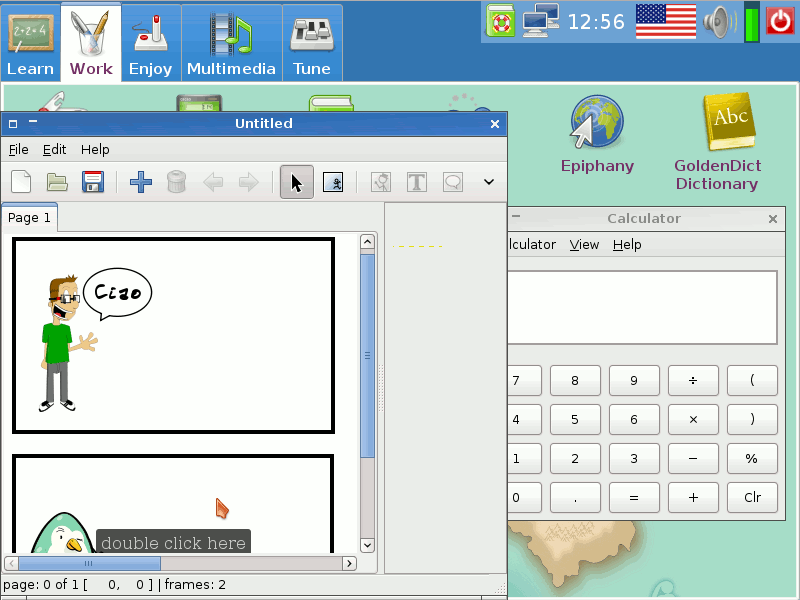

Au démarrage DoudouLinux affiche uniquement le menu des activités réalisables selon les paramétrages d'origine ou personnalisés ; le menu principal de DoudouLinux offre l'accès aux différentes activités disponibles, dans l'ordre croissant de difficulté.
Les cinq premières activités lancent une unique application dont le nom est indiqué :
- Gamine (pour apprendre l'utilisation de base de la souris, à partir de 2 ans),
- Pysycache (pour apprendre l'utilisation plus avancée de la souris, à partir de 3 ans),
- Tux Paint (programme de dessin pour les enfants de 3 à 12 ans),
- Childsplay (une collection d'activités pour les enfants de 4 ans et plus : souris, clavier, jeux de mémoire avec des images et des sons, jeux d'apprentissage des lettres et des chiffres ainsi que des activités ludiques),
- GCompris (une collection d'activités pour les enfants âgés de 2 à 10 ans : découverte de l'ordinateur, jeux de mathématiques, de sciences, de géographie, de lecture, etc.).

Ces logiciels guident les enfants vers la découverte de l'ordinateur et leur offre, peu à peu, la possibilité de prendre confiance avec la souris et le clavier tout en les amenant à se divertir. Le menu des activités revient systématiquement à la fermeture de l'application.
Les deux dernières activités, « Mini DoudouLinux » et « Tout DoudouLinux » sont des regroupements d'activités plus avancées (pour enfants plus âgés). Ils ont une interface plus couramment rencontrée sur les ordinateurs. À ceci près que les icônes de lancement des applications sont situées et organisées dans des onglets.
Ces activités donnent accès à un plus grand nombre d'applications, adaptées pour les enfants plus âgés, dont certaines vous permettent de réaliser quelques ajustements du système.
DoudouLinux s'adapte à l'âge de l'enfant si vous[Qui ?] utilisez tous les outils qu'il fournit à cette fin :
- L'existence de différentes activités par ordre de difficulté croissante,
- À travers les 5 premières activités proposées, le niveau de difficulté croît jusqu'à arriver à « Mini DoudouLinux » et « Tout DoudouLinux »,
- Parmi les applications situées dans « Tout DoudouLinux », l'une d'elles permet de masquer les logiciels présentés dans le premier menu des activités. Ainsi, par exemple, si l'enfant a deux ans, il est possible de lui montrer seulement Gamine, d'attendre quelques mois puis ajouter Pysycache, à 3 ans ajouter Childsplay et Tux Paint, à 4 ans GCompris et ainsi de suite jusqu'à ajouter « Mini DoudouLinux » et « Tout DoudouLinux ».

Grâce à l'outil de choix d'activités dans le menu des activités, vous pouvez aussi afficher deux autres activités, conçues avec la contribution fondamentale de l'Université Pédagogique d'État de Tomsk (Russie) spécifiquement pour une utilisation dans les écoles :
- « Kids DoudouLinux » : conçue pour les jeunes enfants à la maternelle ;
- « Junior DoudouLinux » : conçue pour les enfants plus âgés, des premiers niveaux de l'école primaire.

### Sécurité: un environnement sûr pour les enfants et les parents

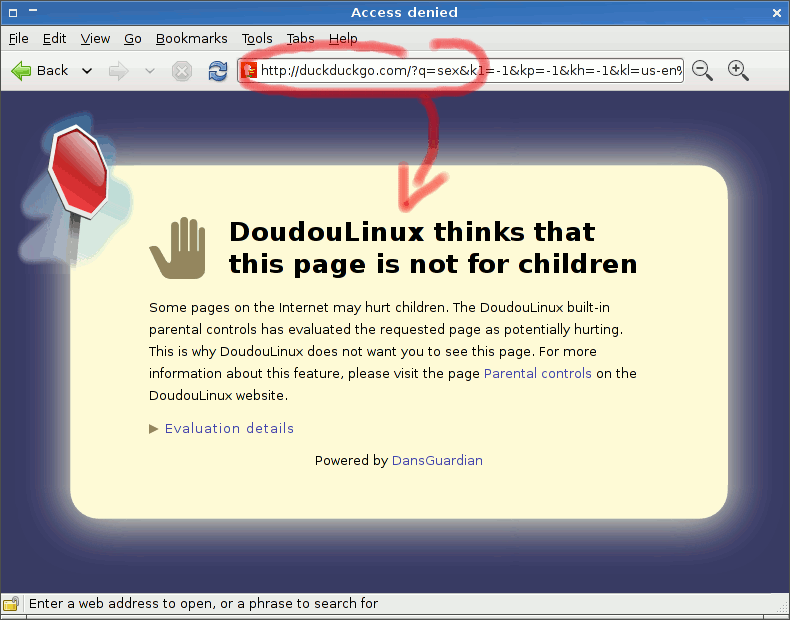
Dansguardian page rejetée.

DoudouLinux aspire également à faciliter la vie des parents. 
Il s'agit d'un système d'exploitation complet qui est conçu pour fonctionner depuis un CD ou une clé USB, sans avoir besoin d'être installé (principe du live CD). Il ne vient modifier ni les données ni le système installé sur votre ordinateur. 
Par ailleurs, DoudouLinux n'accède pas à Internet spontanément et inclut nativement un contrôle parental qui réalise en temps réel un filtrage intelligent du contenu web, basé sur DansGuardian (ne reposant pas sur les listes noires de sites mais sur l'analyse des mots des pages demandées). De cette façon, les parents peuvent autoriser les enfants à utiliser l'ordinateur par eux-mêmes, apprendre et se divertir, sans se soucier d'une éventuelle perte des données ou altération du système d'exploitation, ou de visiter des sites inappropriés (violence, pornographie…). 
Par ailleurs, DoudouLinux n'a besoin ni d'être installé, ni d'être mis à jour, ni d'être administré, ni d'être soumis à la recherche de code malveillant.
Enfin, DoudouLinux peut être prêté, offert, copié autant de fois que vous le voulez, de façon totalement légale car sous licence libre GNU GPL.

## Configuration minimale recommandée
Les Macintosh sont compatibles à partir de 2006 car leur architecture est devenue semblable à celle du PC.

## Utilisation
Doudoulinux est conçu pour fonctionner en Live CD. Il n'a pas besoin d'être installé sur votre ordinateur, il peut démarrer à partir du CD comme une alternative au système d'exploitation installé sur le disque dur de votre ordinateur. Un dvd réinscriptible peut aussi être utilisé si l'ordinateur dispose d'un graveur de dvd.
Si l'ordinateur supporte le démarrage depuis un support de stockage USB, il est préférable d'installer l'image DoudouLinux sur une clé USB. L'exécution en LiveUSB sera plus rapide et les données utilisateurs seront stockées sur le même support (après avoir activé la persistance).
Il est possible d'installer Doudoulinux sur une machine destinée aux enfants.

## Origine et développement du projet
DoudouLinux découle d'une série de réflexions sur les systèmes Linux dès fin 2006, lorsque le fondateur du projet a présenté un ordinateur à ses enfants (3 et 4 ans). Il est apparu que les interfaces graphiques des ordinateurs n'étaient pas adéquates, pour une raison très simple : les enfants ne sont pas en mesure de lire les textes dans le menu. Il faut donc inhiber la majeure partie des fonctionnalités (menu déroulant, icônes sur le bureau, menus contextuels, gestionnaire de documents etc.), et les très jeunes enfants (2 à 3 ans) ne comprennent pas le rôle de la souris et encore moins celui du clavier. Apparaît donc la nécessité de partir d'un environnement minimal et de reconstruire tout à partir de celui-ci.
Fin 2009, à la suite de ces tests, DoudouLinux est simplement une série de scripts et de réglages plus ou moins manuels. Le tournant est survenu quand le fondateur du projet a réalisé que générer un Live CD personnalisé basé sur Debian GNU/Linux est accessible. Avec le Live CD, il a finalement réalisé un « CD amorçable », un environnement prêt à l'emploi, facilement diffusable, testable, centralisé pour les traductions et facile à installer.
Le projet communautaire DoudouLinux est né en juin 2010 avec la publication de la version 2010-05, une version en développement. 
- Juin 2010 : lancement du site Web et publication de la première version non officielle basée sur Debian Lenny, la version 2010-05[18].
- Septembre 2010 : L'université Pédagogique d'État de Tomsk commence à contribuer au développement de DoudouLinux, notamment par le développement de certaines activités avancées spécifiquement conçue pour les écoles.
- Mars 2011 : DoudouLinux est contacté par l'Open Invention Network (OIN) qui l'invite à bénéficier de leur protection en cas d'attaques sur des brevets.
- Mai 2011 : Une présentation développée est publiée par le Café Numérique[19]
- Juin 2011 : publication officielle sur DistroWatch[20] en quinze langues de la première version stable 1.0 de DoudouLinux, baptisée Gondwana.
- Juillet 2011 : DoudouLinux est reconnu comme dérivée de Debian[21] et l'équipe de DoudouLinux est officiellement invitée à contribuer au projet Debian Junior. Le site atteint 100 000 visites.
- Août 2011 : sortie de la première version en développement basée sur Debian Squeeze.
- Juillet 2012 : sortie de la version 1.2[22].
- Février 2013 : sortie de la version 2.0 en développement avec un nouvel installeur[23].

## Versions publiées

### DoudouLinux 1.0 "Gondwana"
La 1.0 est la première version stable de DoudouLinux, publiée le 15 juin 2011, après presque un an de vie du projet et de sa communauté. Pour souligner l'événement, il lui a été donné le nom de Gondwana, comme le nom du supercontinent qui comprenait la plupart des terres dans l'hémisphère sud, avant de subir des subdivisions en divers continents dues à la tectonique des plaques.
DoudouLinux 1.0 est sorti officiellement en 15 langues (arabe, chinois, néerlandais, anglais, français, grec, italien, persan, polonais, espagnol, roumain, russe, serbe, suédois et ukrainien), basées sur 5 alphabets différents (arabe, chinois, cyrillique, latin et grec) et est en démonstration en 6 autres langues (allemand, hébreu, indonésien, portugais, turc et vietnamien).
DoudouLinux Gondwana a introduit 3 nouvelles applications, ainsi qu'un nouveau lanceur et un programme de remplacement du gestionnaire de connexion réseau :
- Songwrite 2 pour lire et composer des chansons de façon simple mais puissante,
- Stopmotion pour créer simplement mais efficacement des films d'animations,
- Jukebox est un petit lanceur qui joue les fichiers de musique contenus dans le dossier « Musique » de l'utilisateur,
- NetworkManager remplace le précédent outil de gestion du réseau, LXNM, qui n'était pas dans l'optique de simplicité du projet pour la gestion des réseaux Wi-FI.

Les 3 premières nouvelles applications sont disponibles sur « Tout DoudouLinux », à l'onglet Multimédia. Cette version montre la nouvelle orientation du projet pour le contenu numérique, en accord avec la conviction de la communauté que les enfants ont besoin d'être formés à l'utilisation d'outils de création numérique, tâche dans laquelle l'ordinateur est indispensable.

### DoudouLinux 1.1 "Gondwana"
La première mise à jour importante a eu lieu le 29 septembre 2011 ;  elle apporte comme principale nouveauté le support officiel de 10 langues supplémentaires.
D'autres améliorations tels l'interface utilisateur ont sensiblement été changés. Ainsi le processus de démarrage et d'extinction du système d'exploitation présente des images et une musique est jouée pendant tout le laps de temps que prend le PC à s'éteindre.
Des ébauches de message audio permettant à un enfant ne pouvant encore lire ont été mis en place ; ceux-ci permettent de donner des informations transmises par l'ordinateur à l'enfant afin de comprendre ce qui se passe sur l'écran. Le menu principal d'activité a été refait et certaines options sont plus facilement trouvable.

### DoudouLinux 1.2 "Gondwana"
La version 1.2 de DoudouLinux est une mise à jour principale sur les traductions, les corrections de langage, le galicien, finnois, norvégien sont ajoutés ; elle apporte des outils supplémentaires. Certains logiciels sont retirés : vkeybd, splashy voir Bootsplash et d'autres ajoutés  Cheese, Jokosher, Vmpk, Kigo, GmChess, Gtans, Tanglet, Marble… Le démarrage est plus rapide, le support matériel est meilleur.

### Doudoulinux 2.0 "Hyperborea"
Doudoulinux 2.0 repose sur Debian Wheezy au lieu de Squeeze. Son nom est hyperborea fait référence à la mythologie grecque et non plus aux supercontinents.
Cette version ne tient plus sur un cd rom car sa taille est passée à un gigaoctet. Elle offre la possibilité de monter les disques de l'ordinateur hôte sans qu'il y ait possibilité d'y altérer les données. La taille des icônes des différents menus, bureau et lanceur est calculée et les différents panneaux d'interface graphique ont été retravaillés. La version finale a été publiée le 28 juin 2013.

### Doudoulinux 2.1 "Hyperborea"
Doudoulinux 2.1 est principalement une mise à jour linguistique et d'application. 

## La communauté

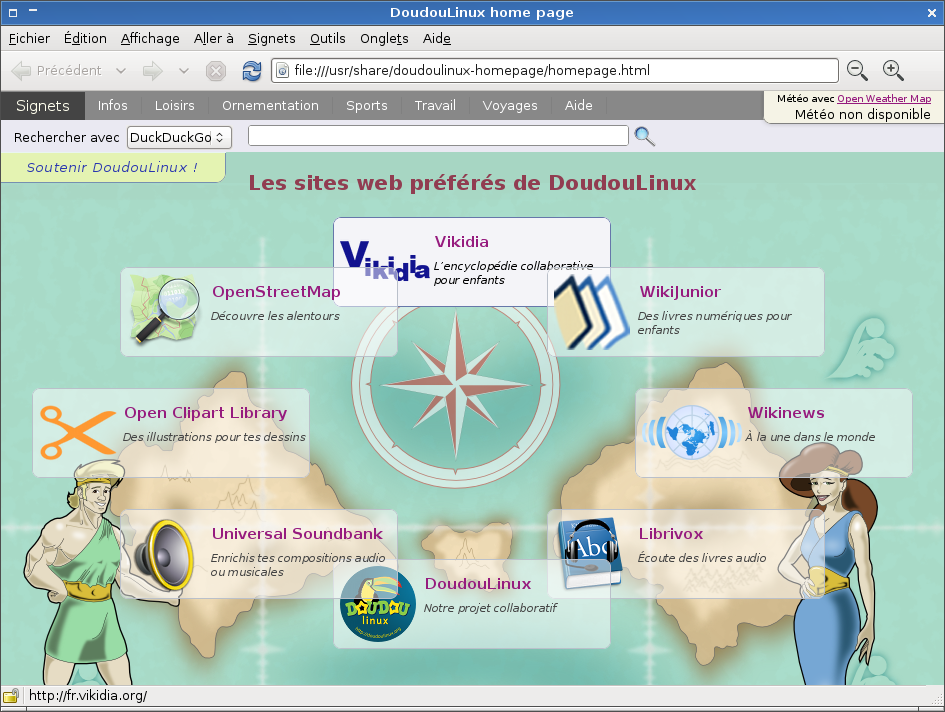

DoudouLinux est développée par des passionnés d'informatique, des bénévoles et des institutionnels, tels que l'Université Pédagogique d'État de Tomsk. L'équipe est composée de personnes de 30 nationalités différentes. Elles travaillent sur la base du volontariat à la promotion de la distribution, au rapport de bogues, à poursuivre et mettre à jour la traduction du CD-ROM et du site en plusieurs langues, à créer des images et des illustrations, à écrire de nouveaux articles, à gérer le projet et programmer.
La communauté de développement est organisée autour de :
- Un site web pour le grand public : un site statique en HTML, le principal point de rencontre du projet avec les utilisateurs et contributeurs potentiels,
- Un site pour les rédacteurs (basé sur SPIP) : un site dynamique basé sur le CMS Open Source SPIP, utilisé pour les modifications apportées au site par les rédacteurs, et en particulier pour la rédaction de nouveaux articles ou pour la traduction dans de nouvelles langues des articles existants. Son caractère dynamique offre la possibilité de tester les résultats des modifications en temps réel. C'est à partir de ce site qu'une copie statique est automatiquement réalisée,
- Un portail de traduction (Transifex) : lieu des traductions du contenu textuel du CD-ROM et de quelques éléments structurels du site ; DoudouLinux utilise les services offerts par le site Transifex,
- Un portail de gestion du projet : outil de planification du développement du projet, c'est la source de référence pour apprendre les dernières évolutions du projet,
- Listes de diffusion : il en existe 4, chacune destinée à un ensemble particulier de fonctions à remplir : les développeurs, les rédacteurs du site, les traducteurs de la distribution, les graphistes,
- Un canal de discussion IRC.